# حليمة إثناعشرية كبيرة
الحُليمة الإثناعشرية الكبيرة هي نتوءٌ مستديرٌ عند فتحة القناة الصفراوية المشتركة والقناة البنكرياسية في الاثني عشر. تعتبر الحليمة - في معظم الاشخاص - الآلية الأساسية لإفراز العصارة الصفراوية والإنزيمات الأخرى التي تسهل الهضم.

## التشريح
تقع الحليمة الإثني عشر الرئيسية في الجزء الثاني من الاثني عشر، تَبُعد 7-10سم من البواب، وعلى مستوى الفقرات القطنية الثانية أو الثالثة. ويحيط بها العضلة العاصرة لأودي، وتتلقى مزيجًا من إنزيمات البنكرياس والصفراء من أمبولة فاتر، التي تُصرف كل من قناة البنكرياس والجهاز الصفراوي. يحدث التقاطع بين المعي الأمامي والمعي المتوسط مباشرة تحت الحليمة الاثنا عشرية الكبيرة. :274
تظهر الحليمة الإثني عشرية الكبيرة في الإثني عشر كطية مخاطية. وتَبعد الحليمة الإثني عشرية الصغيرة 2 سم منها.

### الاختلاف
قد تتواجد الحليمة الإثني عشرية الكبيرة في الجزء الثالث من الإثني عشر احيانًا، وعلى مستوى الفقرات القطنية الثانية والثالثة. في حوالي 10% من الناس، قد لا يتم افراز العصارة الصفراء عبرها. بالإضافة إلى ذلك -وفي عدد قليل من الناس- قد تكون الحليمة الأساسية لتصريف البنكرياس هي القناة البنكرياسية الإضافية.

## الأهمية السريرية
تصرف الحليمة الصغيرة قناة سانتوريني، والتي تقع فوق الحليمة الكبيرة. في البنكرياس المنقسم، تصرف الحليمة الصغيرة الجزء الأكبر من إفرازات البنكرياس وبينما تصرف الحليمة الكبيرة عصارة أقل (عكس الطبيعي)، قد تتطور قيلة سانتورية تؤدي إلى انسداد التصريف، مما يؤدي إلى ارتجاع الإفرازات والتهاب البنكرياس.

## التاريخ
تم توضيح حليمة الإثني عشر الرئيسية لأول مرة من قبل جوتفريد بيدلو في عام 1685، على الرغم من أنها تسمى أحيانًا «حليمة فاتر»، نسبًة لعالم التشريح الألماني أبراهام فاتر.

## روابط خارجية
- درسٌ تشريحي حول Pancreas مُعدٌ بواسطة ويسلي نورمان (جامعة جورجتاون).
- digest-019 — صور للجنين مصدرها جامعة كارولاينا الشمالية
- علم الأجنة السويسري (من جامعة لوزان، وجامعة برن، وجامعة فريبورغ) sdigestive/pankreas01